# یواس‌اس اکسپریمنت (۱۷۹۹)
یواس‌اس اکسپریمنت (۱۷۹۹) (به انگلیسی: USS Experiment (1799)) یک کشتی بود که طول آن ۸۴ فوت ۷ اینچ (۲۵٫۷۸ متر) بود. این کشتی در سال ۱۷۹۹ ساخته شد.